# Kaus Borealis
Kaus Borealis (lambda Sagittarii) is een heldere ster in het sterrenbeeld Boogschutter (Sagittarius).
De ster maakt deel uit van de Hyadengroep.

## Noordelijkste ster van de theepot
Lambda Sagittarii vormt het noordelijkste onderdeel, of de top, van het gemakkelijk herkenbare asterisme Theepot (Teapot) dat het centrale gedeelte van het sterrenbeeld Boogschutter inneemt. Lambda Sagittarii klimt tijdens het culmineren, gezien vanuit de Benelux, tot 13 en een halve graad boven de zuidelijke horizon. Op iets meer dan 1 graad ten zuiden van Lambda Sagittarii bevindt zich een driehoekig telescopisch asterisme bestaande uit drie sterren met schijnbare magnitude +6. Op ongeveer een halve graad ten oosten van Lambda Sagittarii is de bolvormige sterrenhoop NGC 6638 te vinden, en 1 graad ten noordwesten de bolvormige sterrenhoop Messier 28. Op 1 graad ten oostnoordoosten bevindt zich de planetaire nevel NGC 6644.